# 合附蟾科
合跗蟾科（学名：Pelodytidae），又称泥蟾科、潜蟾科、欧芹蛙（parsley frog），是两栖纲无尾目的单属科，仅包含一属（合跗蟾属，Pelodytes），共3个物种。分布地为西南欧以及高加索地区。
该科物种与锄足蟾科、角蟾科等关系紧密，但外貌上有很大不同。与角蟾相比，它们没有伪装色，通常呈绿色或棕色。与锄足蟾相比，它们的足部缺少坚硬的凸出物，不过仍善于掘地，同时有着细长的躯体。
合跗蟾体型小巧、皮肤光滑，体长约5厘米。它们是无尾目中少数已知的灭绝物种比现存物种多的科之一。虽然现今只在古北界发现它们的踪迹，但有中新世中期的化石显示它们也曾在北美生活。

## 下属物种
本属包括以下物种：
- Pelodytes atlanticus Díaz-Rodríguez, Gehara, Márquez, Vences, Gonçalves, Sequeira, Martínez-Solano & Tejedo, 2017
- 高加索合跗蟾 Pelodytes caucasicus Boulenger, 1896
- Pelodytes hespericus Díaz-Rodríguez, Gehara, Márquez, Vences, Gonçalves, Sequeira, Martínez-Solano & Tejedo, 2017[2]
- 伊比利亚合跗蟾 Pelodytes ibericus Sánchez-Herraíz, Barbadillo-Escrivá, Machordom & Sanchíz, 2000，伊比利亚合附蟾
- 斑点合跗蟾 Pelodytes punctatus (Daudin, 1802)